# 2016년 KBO 골든글러브
2016 KBO리그 골든글러브 시상식은 2016년 12월 14일 서울 양재동 The-K 호텔 그랜드볼룸에서 열렸다.  LG 트윈스, 롯데 자이언츠, 삼성 라이온즈, KT 위즈에서는 수상자가 나오지 않았다.
2016년 한국시리즈 우승팀인 두산 베어스는 4명의 골든글러브 수상자를 배출하여 2016년 최다 수상 구단이 되었다.
최형우은 삼성 라이온즈 소속으로 2016 시즌을 뛰었으나 골든글러브 시상식이 열리기 전에 KIA 이적으로 인하여 KIA 타이거즈 소속으로 골든글러브 수상을 하였다. 

## 부문별 수상자
- 투수 : 니퍼트 (두산)
- 포수 : 양의지 (두산)
- 지명타자 : 김태균 (한화)
- 1루수 : 테임즈 (NC)
- 2루수 : 서건창 (넥센)
- 3루수 : 최정 (SK)
- 유격수 : 김재호 (두산)
- 외야수 : 김재환 (두산), 최형우 (KlA), 김주찬 (KIA)